# Listă de dadaiști
Prezenta este o listă (incompletă) a unor dadaiști din orice domeniu artistic. 
Lista cuprinde pe cei care, deși clasificați în diferite mișcări artistice, au creat și lucrări dadaiste.

### A - B
- Pierre Albert-Birot (22 aprilie 1876 – 25 iulie 1967)
- Dragan Aleksić (1901 – 1958)
- Guillaume Apollinaire (26 august 1880 – 9 noiembrie 1918)
- Louis Aragon (3 octombrie 1897 – 24 decembrie 1982)
- Céline Arnauld - născută Carolina Goldstein - (20 septembrie 1885, Călărași — 23 decembrie 1952)
- Jean Arp (16 septembrie 1886 – 7 iunie 1966)
- Alice Bailly (25 februarie 1872 – 1 ianuarie 1938)
- Johannes Baader (22 iunie 1875 – 15 ianuarie 1955)
- Johannes Theodor Baargeld (9 octombrie – 16 ori 17 august 1927)
- Hugo Ball (22 februarie 1886 – 14 septembrie 1927)
- Victor Brauner (15 iunie 1903 – 12 martie 1966)
- André Breton (19 februarie 1896 – 28 septembrie 1966)
- Gabrièle Buffet-Picabia (adesea, Gabrielle Buffet-Picabia), (21 noiembrie 1881 – 7 decembrie 1985)

### C - D
- Mozeș Cahana (1897 - 1974)
- Gino Cantarelli (1899 – 1950)
- René Clair - născut René-Lucien Chomette - (11 noiembrie 1898 – 15 martie 1981)
- José Corti - născut José Corticchiato - (14 ianuarie 1895 – 25 decembrie 1984)
- Arthur Cravan (22 mai 1887 – noiembrie 1918)
- Jean Crotti (24 aprilie 1878 — 30 ianuarie 1958)
- Otto Dix -  născut Wilhelm Heinrich Otto Dix - (2 decembrie 1891 – 25 iulie 1969)
- Theo van Doesburg (30 august 1883 – 7 martie 1931)
- Marcel Duchamp (28 iulie 1887 – 2 octombrie 1968)
- Suzanne Duchamp - nume complet Suzanne Duchamp-Crotti - (20 octombrie 1889 – 11 septembrie 1963)

### E - H
- Viking Eggeling (21 octombrie 1880 – 19 mai 1925)
- Paul Éluard (14 decembrie – 18 noiembrie 1952)
- Max Ernst (2 aprilie 1891 – 1 aprilie 1976)
- Julius Evola (19 mai 1898 – 11 iunie 1974)
- Lyonel Feininger (17 iulie – 13 ianuarie 1956)
- Elsa von Freytag-Loringhoven (12 iulie 1874 – 15 decembrie 1927)
- George Grosz (26 iulie 1893 – 6 iulie 1959)
- Raoul Hausmann (12 iulie 1886 – 1 februarie 1971)
- John Heartfield (19 iunie 1891 – 26 aprilie 1968)
- Emmy Hennings (17 februarie – 10 august 1948)
- Wieland Herzfelde (11 aprilie 1896 – 23 noiembrie 1988)
- Hannah Höch (1 noiembrie 1889 – 31 mai 1978)
- Richard Huelsenbeck (23 aprilie 1892 – 30 aprilie 1974)
- Barry Humphries (născut la 17 februarie 1934)

### I - R
- Marcel Janco - născut Marcel Iancu - (24 mai 1895 – 21 aprilie 1984)
- Tsuji Jun (4 octombrie 1884 – 24 noiembrie 1944)
- Yves Klein (28 aprilie 1928 – 6 iunie 1962) (a se vedea, Neo-Dada)
- Hans Leybold (2 aprilie 1892 – 8 septembrie 1914)
- Filippo Tommaso Marinetti (22 decembrie 1876 – 2 decembrie 1944)
- Agnes Elizabeth Ernst Meyer (1887 – 1970)
- Pranas Morkūnas (9 octombrie 1900 – 28 decembrie 1941)
- Clément Pansaers (1 mai 1885 – 31 octombrie 1922)
- Francis Picabia (28 ianuarie 1879 – 30 noiembrie 1953)
- Man Ray (27 august 1890 – 18 noiembrie 1976)
- Georges Ribemont-Dessaignes (19 iunie 1884 – 9 iulie 1974)
- Hans Richter (6 aprilie 1888 – 1 februarie 1976)

### S - Z
- Yi Sang (14 septembrie 1910 – 17 aprilie 1937)
- Christian Schad (21 august 1894 – 25 februarie 1982)
- Rudolf Schlichter (6 decembrie 1890 – 3 mai 1955)
- Kurt Schwitters (20 iunie 1887 - 8 ianuarie 1948)
- Walter Serner (15 ianuarie 1889 – august 1942)
- Philippe Soupault (2 august 1897 – 12 martie 1990)
- Sophie Taeuber (19 ianuarie 1889 – 13 ianuarie 1943)
- Dolfi Trost (1916 — 1966)
- Tristan Tzara - născut Samuel Rosenstock - (4 ori 16 aprilie 1896, Moinești - 25 decembrie 1963)
- Urmuz - născut Demetru Dem. Demetrescu-Buzău - (17 martie 1883, Curtea de Argeș – 23 noiembrie 1923)
- Louis Norton-Varése (20 noiembrie 1890 – 1 iulie 1989)
- Beatrice Wood (3 martie 1893 – 12 martie 1998)
- Marius de Zayas (13 martie 1880 – 10 ianuarie 1961)